# Jörgen Larsson
Jörgen Larsson, född 1 juli 1977, är en svensk före detta professionell ishockeyspelare (back).
Han har spelat för Malå IF, Väsby IK och Luleå HF i sin karriär, mellan åren 1996 till 2003.